# Jeffrey Lieber

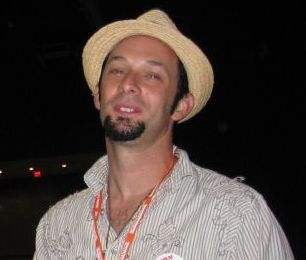
Jeffrey Lieber en 2008

Jeffrey Lieber es guionista de televisión y de cine estadounidense. Él nació en Evanston, Illinois, y lo han acreditado como un cocreador de la serie de la televisión Lost. 
Lieber también se le ha acreditado en películas como Tuck Everlasting y Tangled, también como ser el productor ejecutivo y escritor para un piloto de televisión del año 2004 llamado Hitched para la cadena Fox. 
La ABC contrató a Lieber para escribir el piloto de Lost. Cuando el proyecto se atascó, la cadena se acercó a J. J. Abrams y a Damon Lindelof para la reescritura. Aunque Lieber no ha tenido más participación en Lost, una revista lo reconoció como el cocreador de la serie.
- Datos: Q376260
- Multimedia: Jeffrey Lieber / Q376260